# سلالة أور الأولى
كانت سلالة أور الأولى (المختصرة أور الأولى ) سلالة من الحكام من مدينة أور في سومر القديمة الذين reigned حوالي 2600 - حوالي عام 2340 قبل الميلاد. كانت أور الأولى جزءًا من فترة الأسرات المبكرة الثالثة في بلاد ما بين النهرين القديمة. وقد سبقتها سلالة كيش الأولى وسلالة أوروك الأولى.

## قاعدة

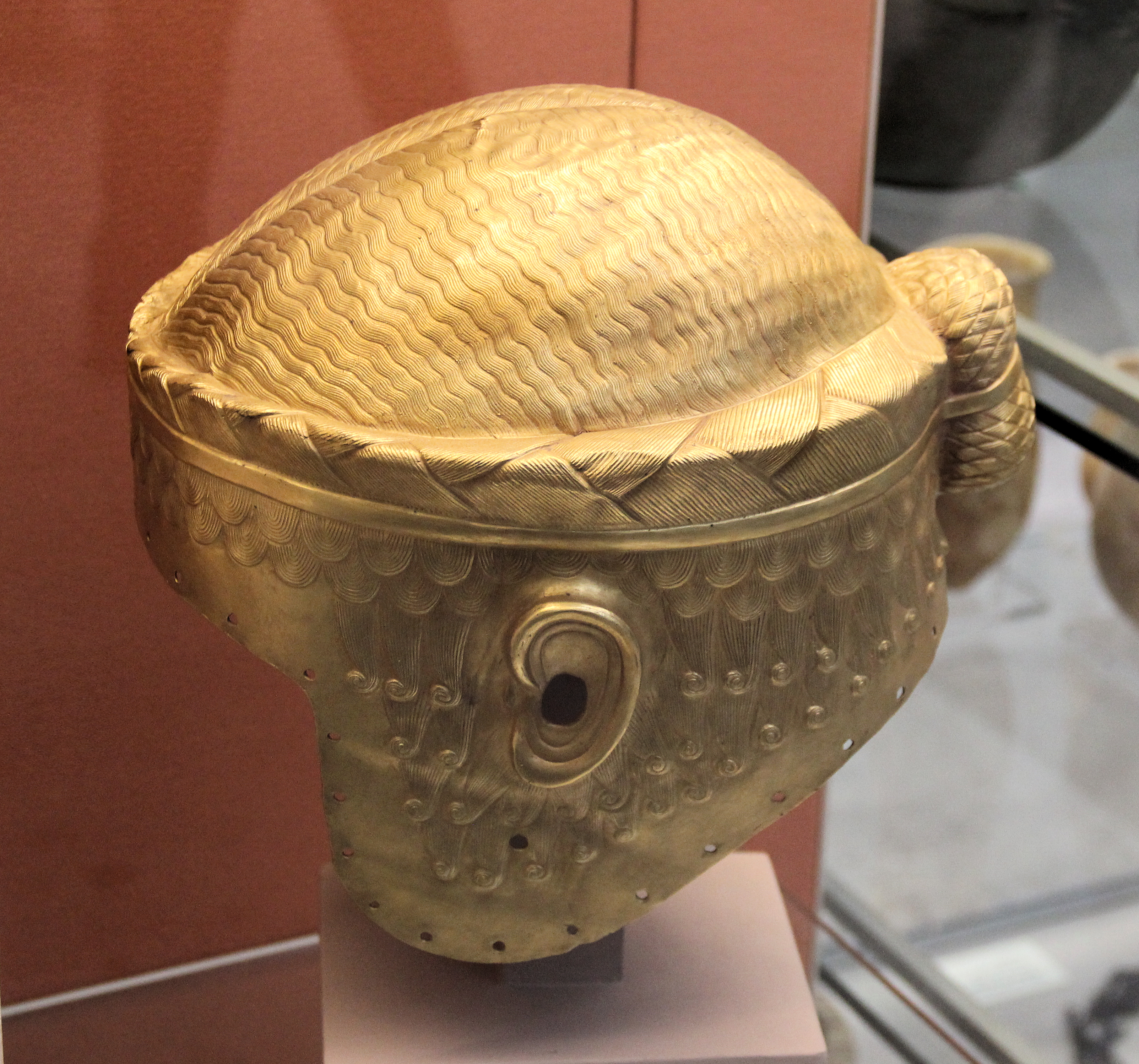
خوذة ذهبية لمسكالامدوغ، المؤسس المحتمل لسلالة أور الأولى.

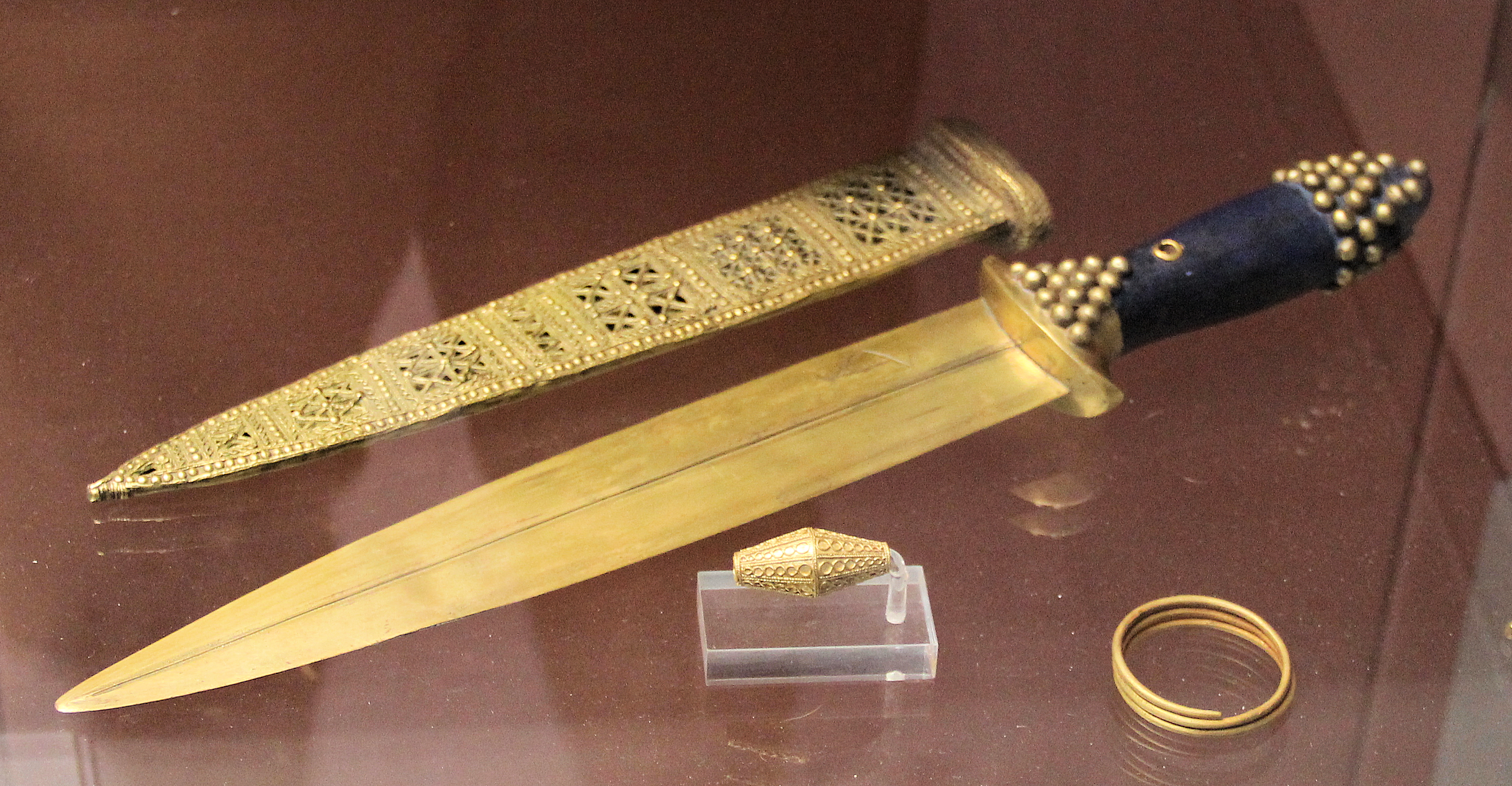
أشياء ذهبية من القبر PG 580، المقبرة الملكية في أور.

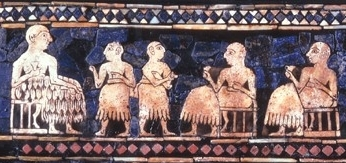
الملك في سلام، مع الحاضرين، من راية أور.

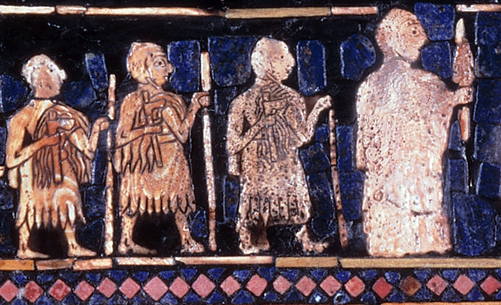
الملك في حالة حرب مع الجنود، من راية أور.

وفقًا لقائمة الملوك السومريين، أُطيح بالحاكم الأخير لسلالة أوروك الأولى لوغال كيتون على يد مسانيبادا من أور. وكان هناك أربعة ملوك في سلالة أور الأولى: مسانيبادا، وميس-كياغنونا، وإيلولو، وبالولو. ومن المعروف وجود ملكين آخرين قبل مس-أنيبادا من مصادر أخرى، وهما مس-كلام-دو وأ-كلام-دو.  ويبدو أن مس-أنيبادا كان ابن مس-كلام-دو، وفقًا للنقش الموجود على خرزة في ماري، وكان مس-كلام-دو مؤسس السلالة. ومن المحتمل أيضًا أن تكون الملكة بوابي معروفة من قبرها الفخم في المقبرة الملكية في أور. كان لسلالة أور الأولى نفوذ واسع النطاق على منطقة سومر، ويبدو أنها قادت اتحادًا بين الكيانات السياسية في جنوب بلاد ما بين النهرين. 

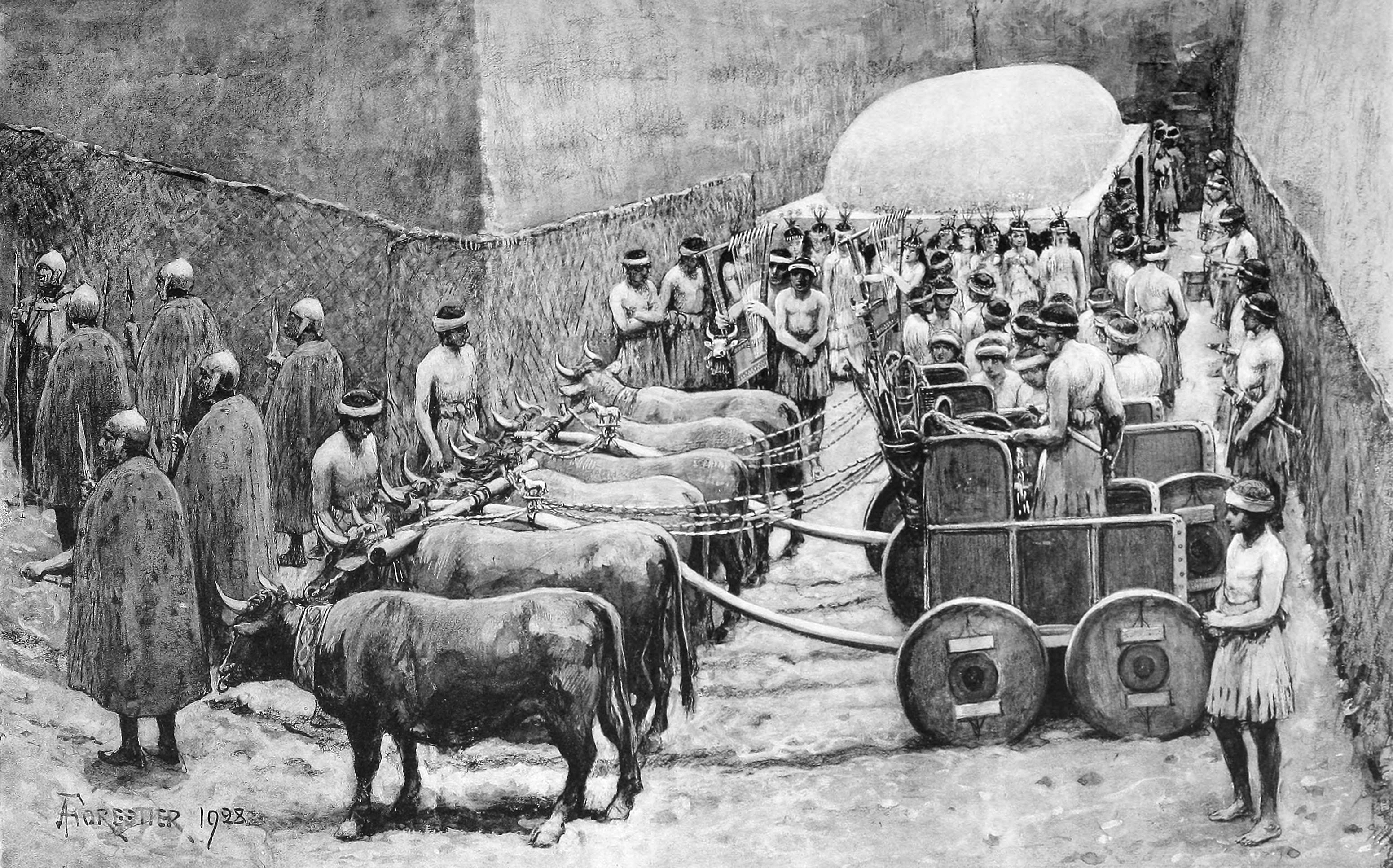
موكب جنازة في المقبرة الملكية في أور (العناصر والمواقع في PG 789)، حوالي 2600 قبل الميلاد (إعادة التشكيل).

### العرق واللغة
مثل غيرهم من السومريين، كان شعب أور شعبًا غير سامي ربما جاء من الشرق حوالي عام 3300 قبل الميلاد، وتحدث لغة معزولة. 

### التجارة الدولية

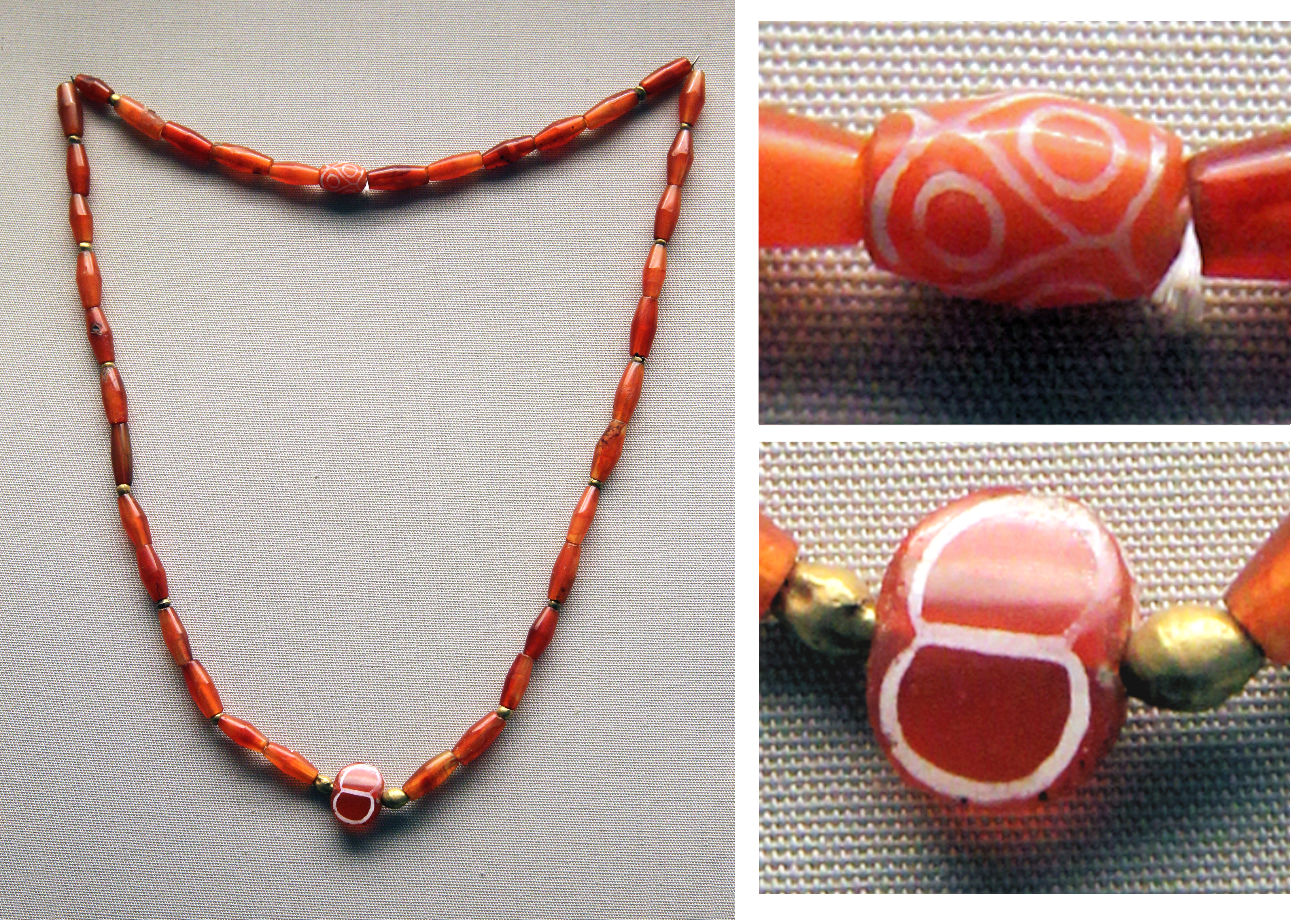
من المحتمل أن حبات العقيق المحفورة في هذه القلادة من المقبرة الملكية التي يعود تاريخها إلى سلالة أور الأولى قد تم استيرادها من وادي السند. المتحف البريطاني.

تُظهر القطع الأثرية الموجودة في المقابر الملكية للسلالة أن التجارة الخارجية كانت نشطة بشكل خاص خلال هذه الفترة، حيث جاءت العديد من المواد من أراضٍ أجنبية، مثل العقيق الأحمر الذي من المحتمل أن يكون قادمًا من نهر السند أو إيران، واللازورد من منطقة بدخشان في أفغانستان، والفضة من تركيا، و النحاس من عمان، والذهب من عدة مواقع مثل مصر، والنوبة، وتركيا، وإيران. تم العثور على حبات العقيق الأحمر من نهر السند في مقابر أور التي يرجع تاريخها إلى 2600-2450، في مثال على العلاقات بين نهر السند وبلاد ما بين النهرين. وعلى وجه الخصوص، ربما تم استيراد حبات العقيق الأحمر ذات التصميم المحفور باللون الأبيض من وادي السند، وصُنعت وفقًا لتقنية طورها الهارابيون. أستخدمت هذه المواد في تصنيع الأشياء الجميلة في ورش أور. 

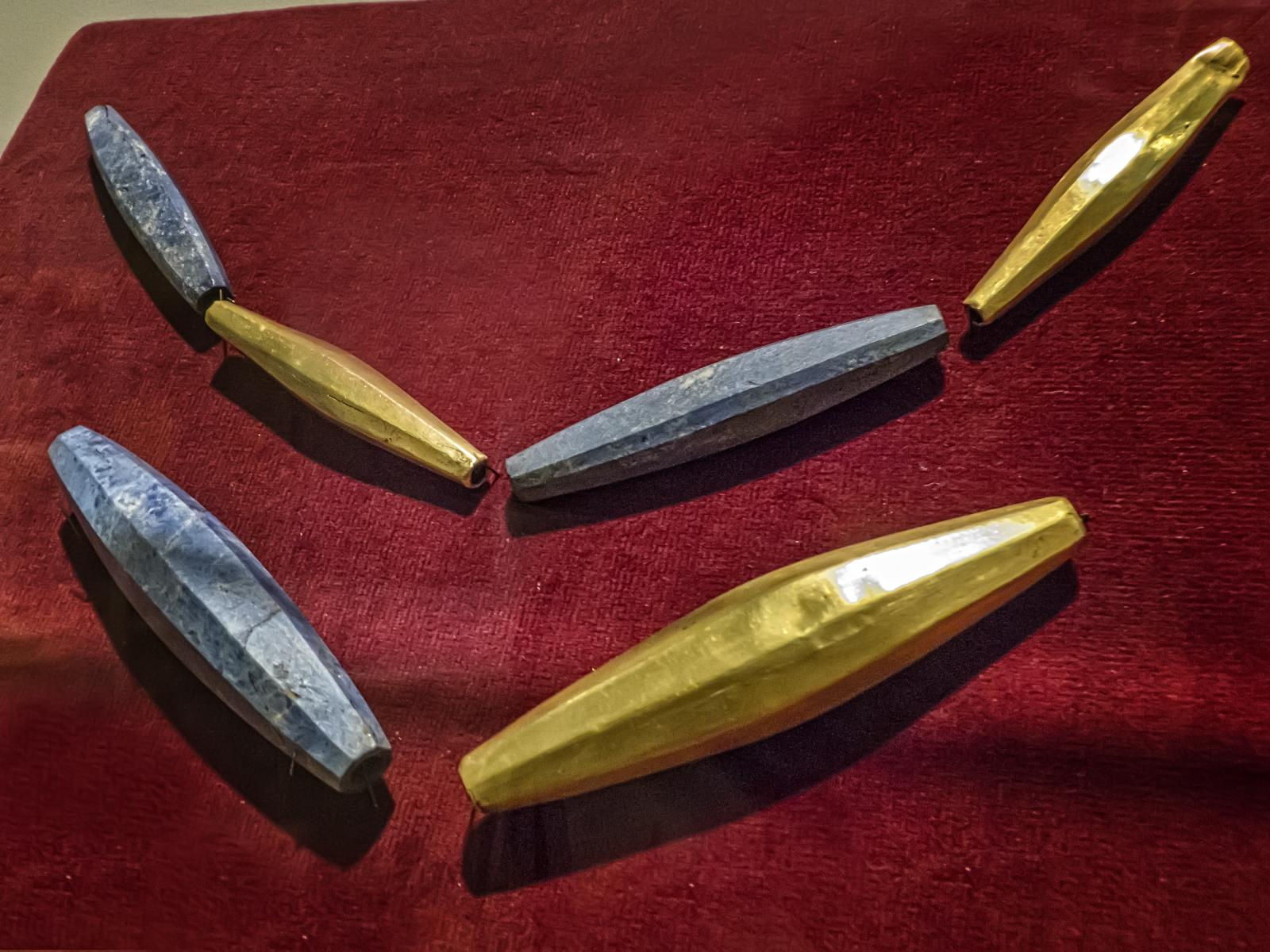
من المرجح أن اللازورد تم استيراده من منطقة بدخشان في أفغانستان.

كانت سلالة أور الأولى تتمتع بثروة هائلة كما يتضح من فخامة مقابرها. وربما كان هذا يرجع إلى حقيقة أن أور كانت بمثابة الميناء الرئيسي للتجارة مع الهند، مما وضعها في موقع استراتيجي لاستيراد وتجارة كميات هائلة من الذهب والعقيق واللازورد.  وبالمقارنة، كانت مدافن ملوك كيش أقل فخامة بكثير.  ربما سافرت السفن السومرية عالية القوة إلى ميلوها، التي يُعتقد أنها منطقة السند، للتجارة. 

### زوال
وفقًا لقائمة الملوك السومريين، هُزمت سلالة أور الأولى في النهاية، وانتقلت السلطة إلى سلالة أوان العيلامية.  ثم جاء الملك السومري إياناتوم (حوالي 2500-2400 قبل الميلاد) من لجش، ليسيطر على المنطقة بأكملها، وأسس واحدة من أوائل الإمبراطوريات التي يمكن التحقق منها في التاريخ. 
ولم تستعيد أور قوتها إلا بعد بضعة قرون مع الأسرة الثالثة لأور. 

## قائمة الحكام

### قائمة الملوك السومريين
لم يتم ذكر سوى الملوك الأخيرين من سلالة أور الأولى، من مسانيبادا إلى بالولو وربما أربعة ملوك لم يتم ذكر أسمائهم، في قائمة الملوك السومريين: 
"... الوركاء with weapons was struck down, the kingship to Ur was carried off. In Ur ميسانيبادا was king, 80 years he ruled; Mesh-ki-ang-Nanna, son of ميسانيبادا, was king, 36 years he ruled; إيلولو (أور), 25 years he ruled; Balulu, 36 years he ruled; 4 kings, the years: 171(?) they ruled. Ur with weapons was struck down; the kingship to Awan was carried off.— قائمة ملوك سومر, 137-147.

## التحف
ضمت المقبرة الملكية في أور مقابر العديد من حكام سلالة أور الأولى. وكانت المقابر فخمة بشكل خاص، وتشهد على ثروة سلالة أور الأولى. ومن أشهر المقابر مقبرة الملكة بوابي.

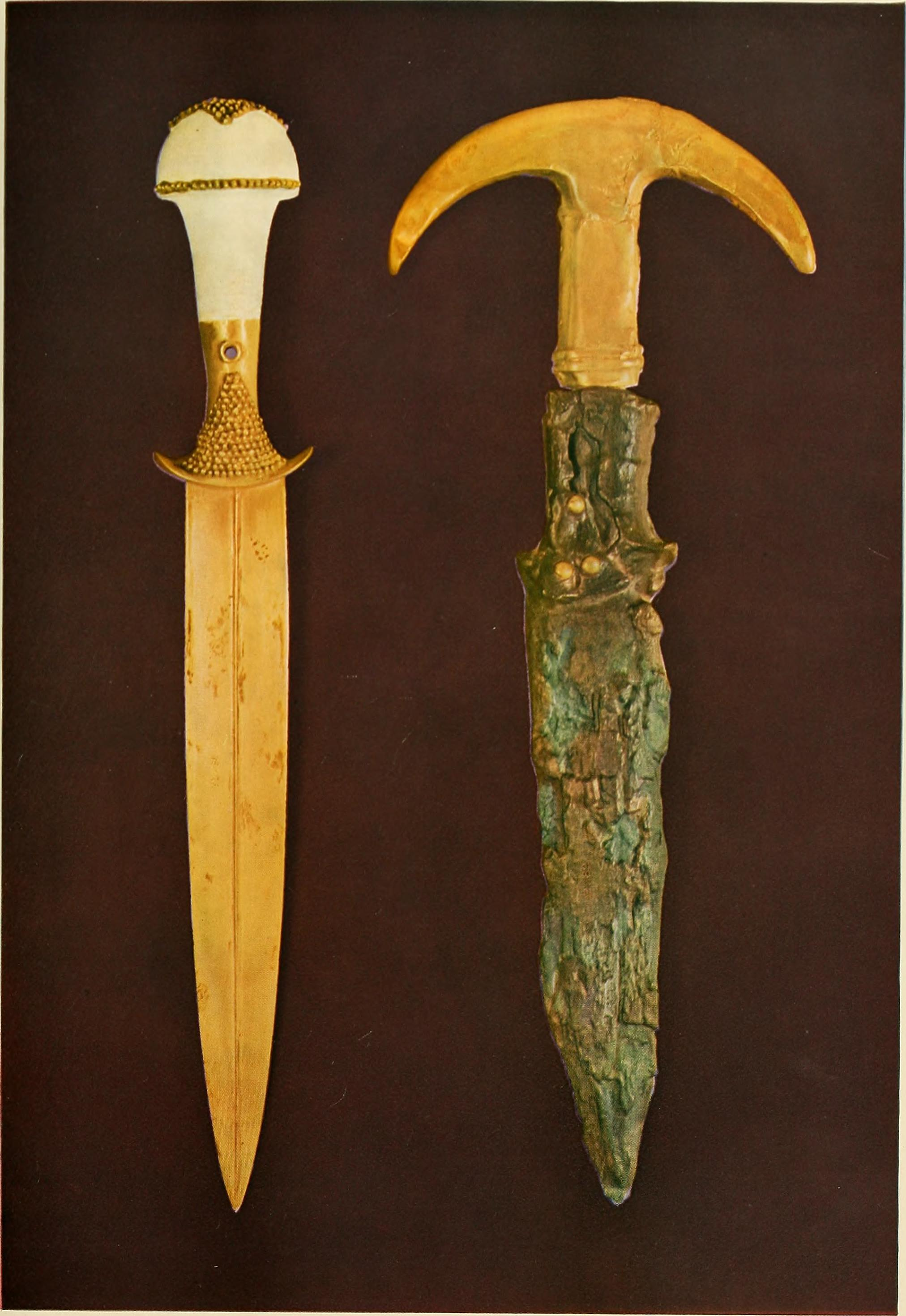
خنجر من الذهب وخنجر بمقبض مطلي بالذهب، حفريات أور (1900).
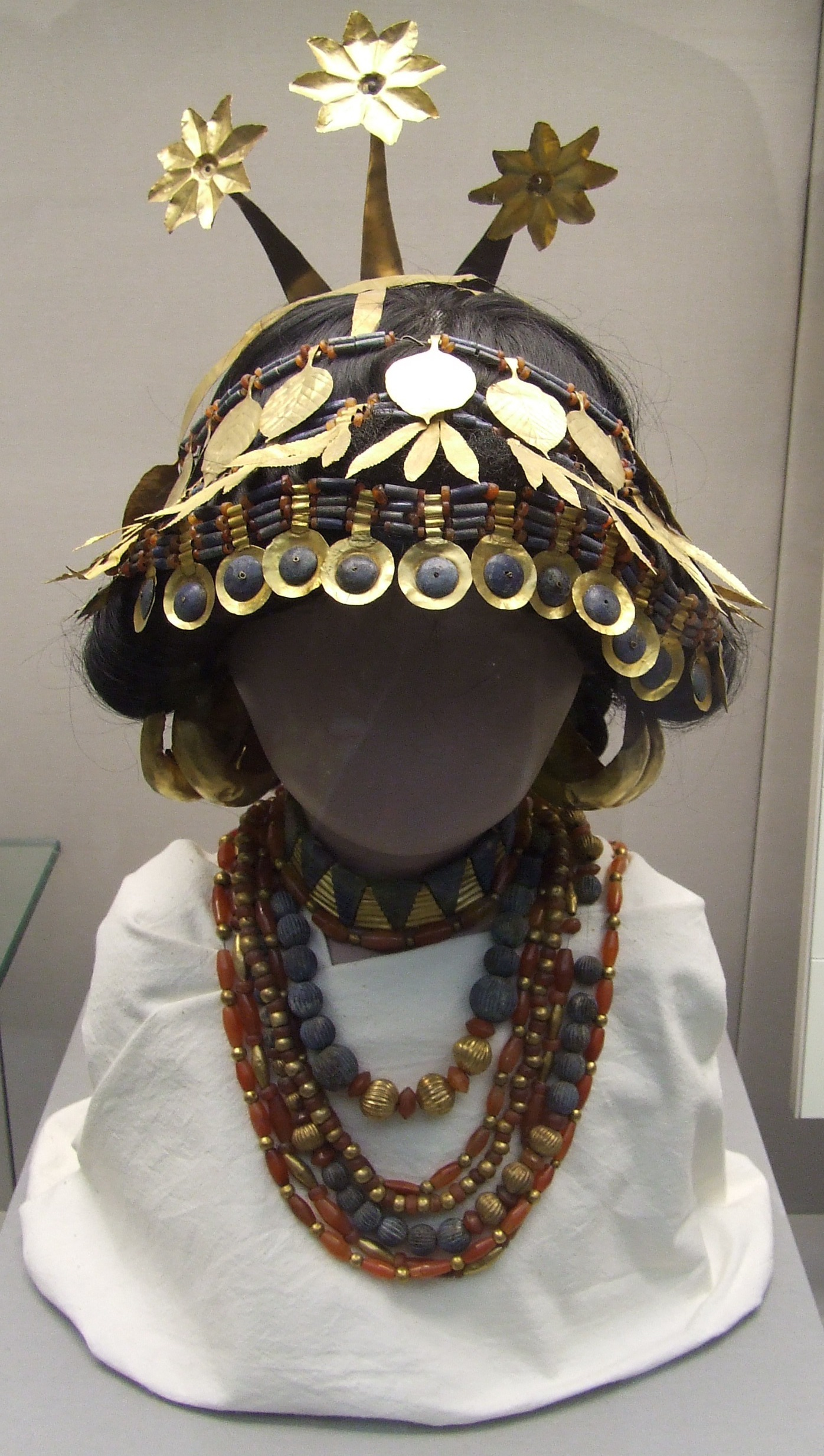
قلادات أغطية رأس سومرية أعيد بناؤها وُجدت في مقبرة بوابي، محفوظة في المتحف البريطاني
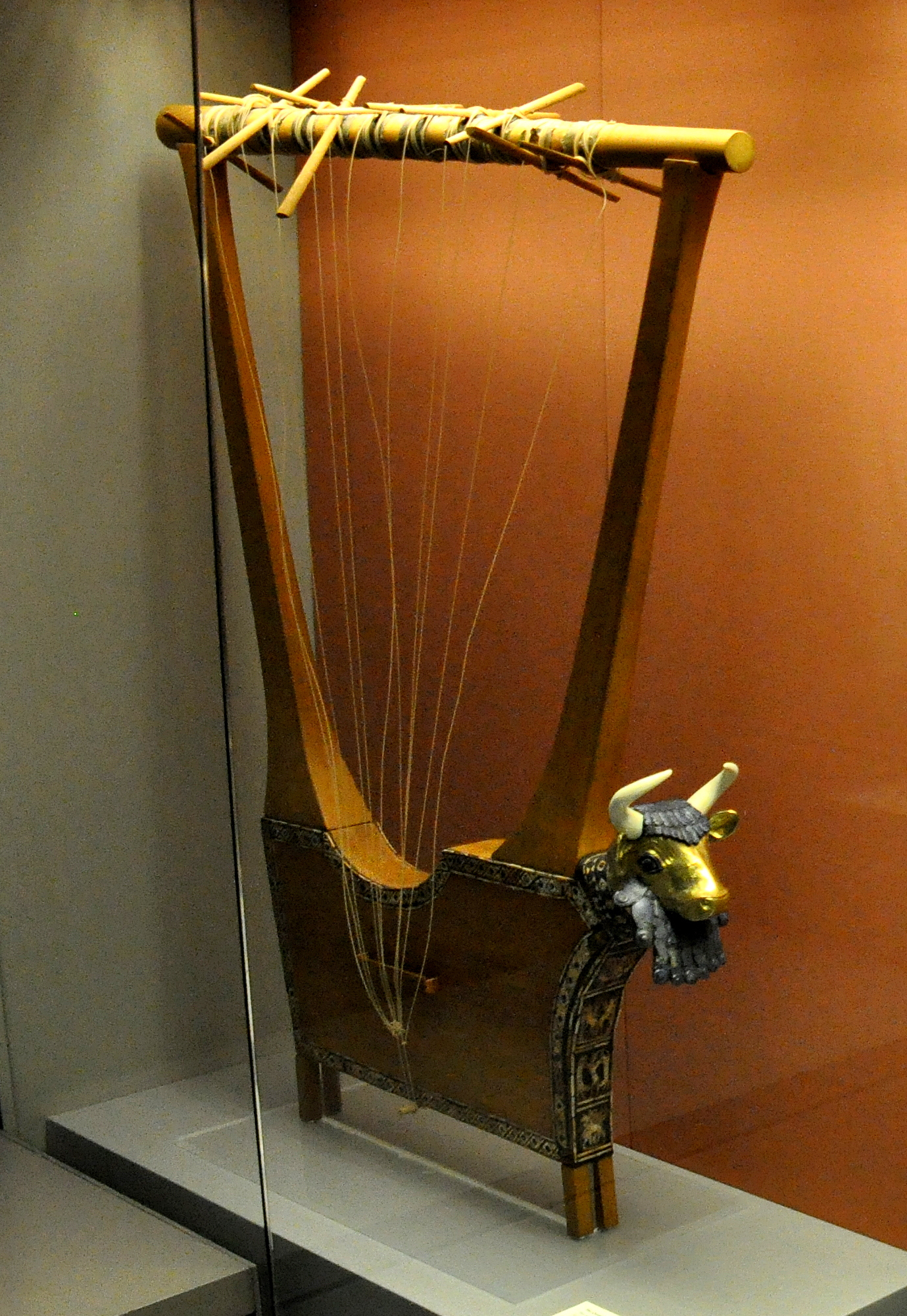
قيثارة الملكة، إحدى قيثارات أور ، مقبرة أور الملكية.
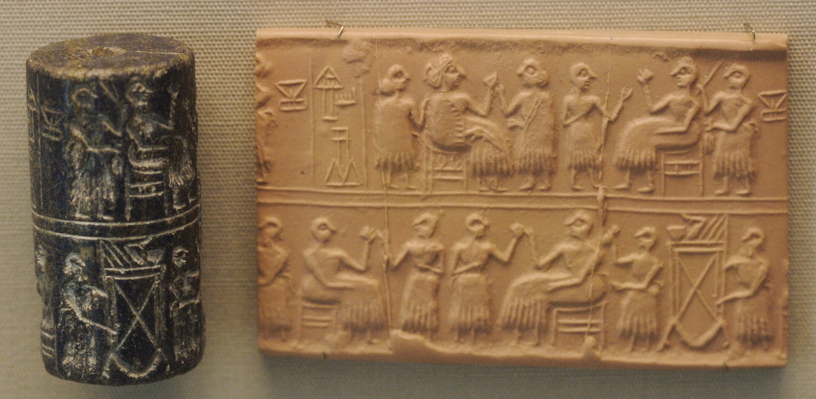
تم العثور على الختم الأسطواني للملكة بوابي في مقبرتها. نقش 𒅤𒀀𒉿 𒊩𒌆 Pu-A-Bi- Nin "Queen Puabi". [16] [17] الكلمة الأخيرة "𒊩𒌆" يمكن نطقها إما " سيدة " أو "ملكة" إريش.
راية أور
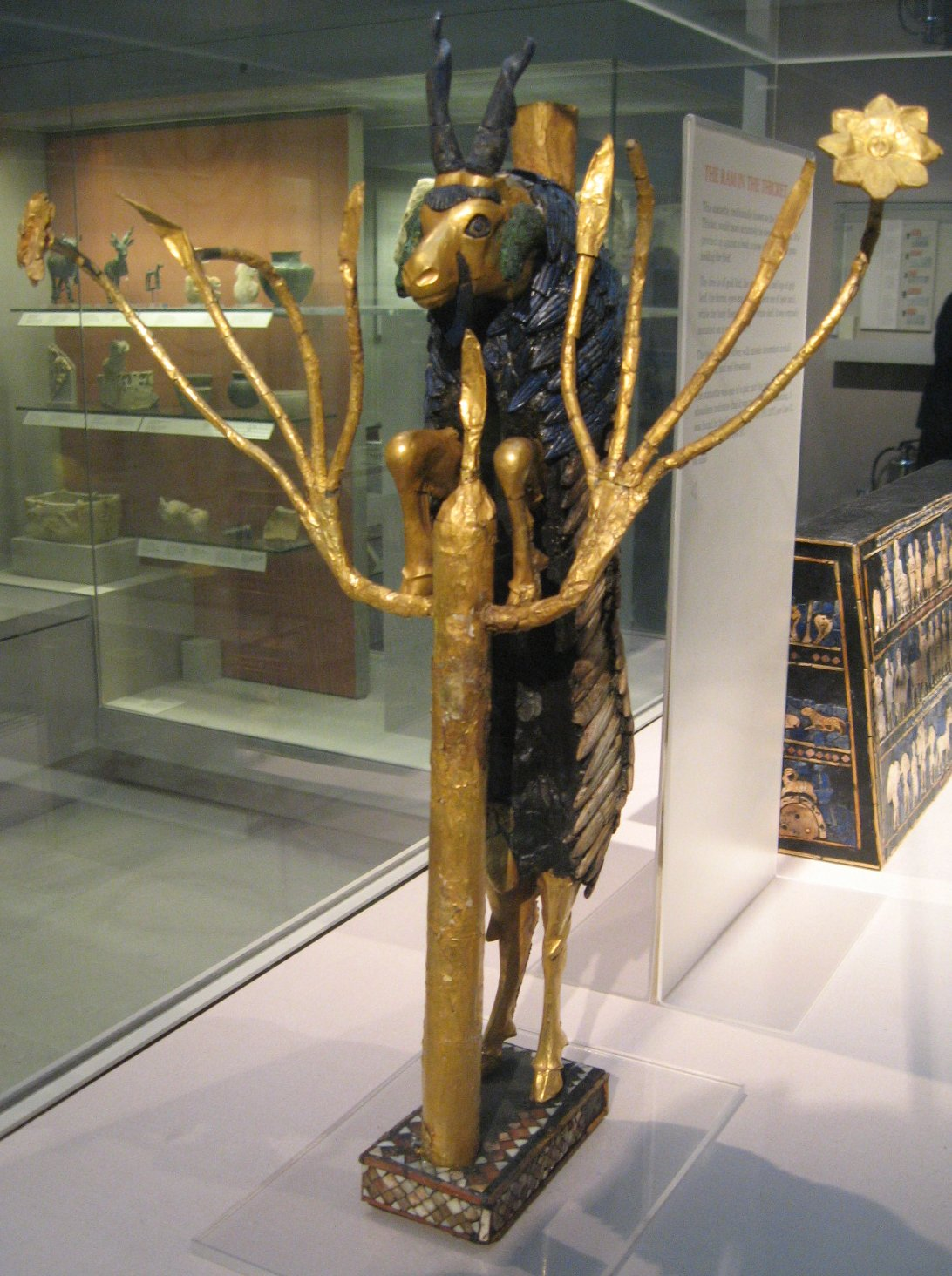
كبش في غابة
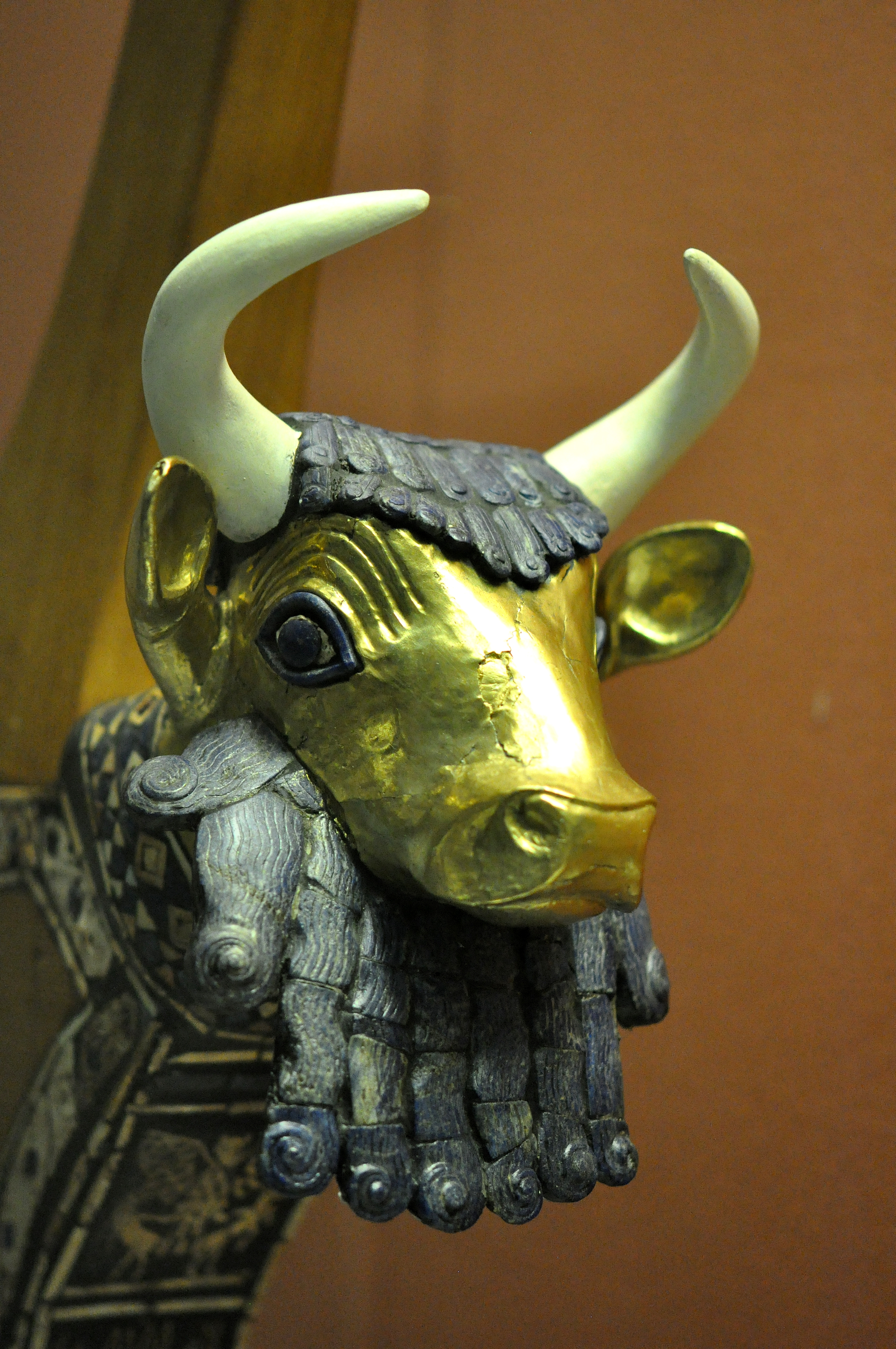
قيثارة رأس ثور من مقبرة الملكة بوابي.(المتحف البريطاني)
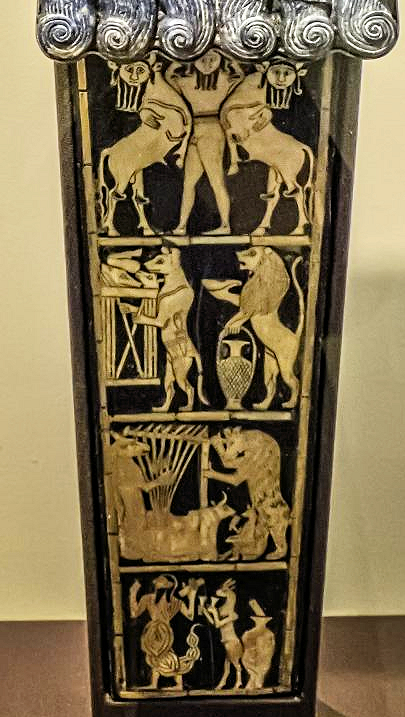
صفيحة من عرق اللؤلؤ عليها حيوانات مجسمة، حوالي عام 2600 قبل الميلاد